# カーニー・チュクエメカ
カーニー・チュクエメカ（Carney Chukwuemeka, 2003年10月20日 - ）は、オーストリア・アイゼンシュタット出身のプロサッカー選手。チェルシーFC所属。ポジションはミッドフィールダー。

## 経歴

### クラブ
オーストリアで生まれ、ノーサンプトンで育った。ノーサンプトン・タウンの下部組織に在籍していたが、2016年3月にアストン・ヴィラの下部組織に移籍。2020年7月にプロ契約を締結した。 
2021年5月19日に行われたプレミアリーグ・トッテナム・ホットスパー戦で途中出場しデビュー、ポスト直撃のミドルシュートを放ち、堂々たるプレイを披露。同月23日にはアストン・ヴィラのアカデミーの年間最優秀選手に選出された。その翌日にはU-18チームでFAユースカップ決勝に出場しリヴァプールU-18チームを下し優勝。自身は大会得点王に輝いた。同年8月28日にはトップチームで初のスターティングメンバーに選出され、アストン・ヴィラのOBであるポール・マーソンはこの試合の彼について、「傑出しており絶対スターになる選手だ」と絶賛した。
2022年8月2日、チェルシーはアストン・ヴィラとチュクエメカの完全移籍で合意に至ったことを発表した。8月4日に正式発表。6年契約で背番号は30番。10月8日に行われたウォルバーハンプトン・ワンダラーズ戦で途中出場し、デビューを果たした。
2025年2月3日、ドイツのボルシア・ドルトムントにシーズン終了までの契約でローン移籍。

### 代表
出生地のオーストリア、育ったイングランド、ルーツのナイジェリアの3国の代表資格を有する。
イングランドU-17代表として出場を記録し、2021年3月29日にはイングランドU-18代表で初出場を記録した。同年9月2日にはイングランドU-19代表で初出場を記録した他、この試合で主将を務めた。

## 個人
両親はともにナイジェリア人。兄のカレブ・チュクエメカもサッカー選手。

## 個人成績
| 国内大会個人成績 | 国内大会個人成績 | 国内大会個人成績 | 国内大会個人成績 | 国内大会個人成績 | 国内大会個人成績 | 国内大会個人成績 | 国内大会個人成績 | 国内大会個人成績 | 国内大会個人成績 | 国内大会個人成績 | 国内大会個人成績 |
| 年度             | クラブ           | 背番号           | リーグ           | リーグ戦         | リーグ戦         | リーグ杯         | リーグ杯         | オープン杯       | オープン杯       | 期間通算         | 期間通算         |
| 年度             | クラブ           | 背番号           | リーグ           | 出場             | 得点             | 出場             | 得点             | 出場             | 得点             | 出場             | 得点             |
| イングランド     | イングランド     | イングランド     | イングランド     | リーグ戦         | リーグ戦         | FLカップ         | FLカップ         | FAカップ         | FAカップ         | 期間通算         | 期間通算         |
| ---------------- | ---------------- | ---------------- | ---------------- | ---------------- | ---------------- | ---------------- | ---------------- | ---------------- | ---------------- | ---------------- | ---------------- |
| 2020-21          | アストン・ヴィラ | 60               | プレミアリーグ   | 2                | 0                | 0                | 0                | 0                | 0                | 2                | 0                |
| 2021-22          | アストン・ヴィラ | 33               | プレミアリーグ   | 12               | 0                | 2                | 0                | 0                | 0                | 14               | 0                |
| 2022-23          | チェルシー       | 30               | プレミアリーグ   | 14               | 0                | 0                | 0                | 1                | 0                | 15               | 0                |
| 2023-24          | チェルシー       | 17               | プレミアリーグ   | 9                | 1                | 1                | 0                | 2                | 1                | 12               | 2                |
| 2024-25          | チェルシー       | 17               | プレミアリーグ   | 0                | 0                | 1                | 0                | 0                | 0                | 1                | 0                |
| ドイツ           | ドイツ           | ドイツ           | ドイツ           | リーグ戦         | リーグ戦         | リーグ杯         | リーグ杯         | DFBポカール      | DFBポカール      | 期間通算         | 期間通算         |
| 2024-25          | ドルトムント     | 17               | ブンデスリーガ   | 10               | 1                | -                | -                | -                | -                | 10               | 1                |
| 通算             | イングランド     | イングランド     | プレミアリーグ   | 37               | 1                | 4                | 0                | 3                | 1                | 44               | 2                |
| 通算             | ドイツ           | ドイツ           | ブンデスリーガ   | 10               | 1                | -                | -                | 0                | 0                | 10               | 1                |
| 総通算           | 総通算           | 総通算           | 総通算           | 47               | 2                | 4                | 0                | 3                | 1                | 54               | 3                |

## タイトル

### クラブ
アストン・ヴィラ
- FAユースカップ（2020-21）

### 代表
U-19イングランド代表
- UEFA U-19欧州選手権（2022）[14]

### 個人
- UEFA U-19欧州選手権 ベストイレヴン（2022）[15]